# 張清溪
張清溪（1948年7月14日—2022年1月13日）是台灣彰化縣出生的經濟學家。歷任國立台灣大學經濟學系教授（1974年－2013年）、系主任（1993年－1998年）與台灣法輪大法學會理事長。與吳聰敏、許嘉棟、劉鶯釧（合稱「台大四人幫」）等共同出版的《經濟學理論與實際》被譽為經濟學的「入門聖經」，有媒體形容張是「全台灣的經濟學老師」、「為台灣民主化過程貢獻良多」。

## 經歷
張清溪1970年畢業於國立台灣大學經濟系（學士），美國俄亥俄州立大學經濟學碩士、博士，妻子為曹慧玲教授。
早年投入台灣社會改革活動，曾與學者共同成立「澄社」，關懷時政、弱勢、推動「萬年國會」改選，參與促進台灣民主轉型的過程。1990年與澄社社員合作發表《解構黨國資本主義-：論台灣官營事業之民營化》分析國民黨統治台灣時的經濟制度，促進國民黨改革「黨產」、「黨營事業」。後來曾為行政院教育改革審議委員會委員、台灣環境保護聯盟學術委員。

張清溪經濟學研究重點，後來轉向關注「中國黨國經濟制度問題」，他在2003年曾表示「研究中國經濟之後才發現，真正的黨國資本主義在中國。」張清溪深入研究中國經濟，指出其黨國資本主義的弊端，對幫助台灣社會了解中國經濟問題有重要貢獻。
張清溪後來又擔任社團法人台灣法輪大法學會理事長，淡出社會運動。台大學者張錦華表示，張清溪早年嚴肅具批判力，從1998年起修煉法輪功、奉行「真善忍」，2002年創辦台灣法輪大法學會並擔任理事長至2014年，面容變得非常慈祥，開會時還能雙盤腿1、2小時如老僧入定。此外，張清溪也參與推廣「神韻藝術團」在世界巡迴演出，更在台灣建立第一所公辦民營飛天藝術中學－雲林縣立蔦松國中，從基層培育藝術人才。
2022年1月13日下午，搭車台北捷運時昏倒，經警消到場送往國泰綜合醫院醫治，經搶救仍不治，死因為心肌梗塞。台灣大學經濟系官網14日刊文表示，「張老師是所有同仁都極為尊敬的長者」，是奠定台大經濟系學術地位的重要推手，在擔任系主任期間推動多項改革，且成立「台灣經濟學會」對經濟學界的貢獻卓越。台灣大學校方表示，張清溪育才無數、著作等身，校方敬表誠摯哀悼，深感遺憾與不捨，張的風範將深深留在後人心中。
2022年1月27日，於臺大校友會館舉行告別式，總統蔡英文親自到場致敬，立法院長游錫堃、考試院長黃榮村、財政部部長蘇建榮、金融研訓院董事長吳中書、台灣經濟研究院院長張建一、台大校長管中閔等也到場致意，並於3月14日特頒褒揚令，總統褒揚令全文為：

國立臺灣大學教授張清溪，淵識英敏，直性錚錚。少歲卒業臺灣大學經濟學系，嗣負笈重洋，獲美國俄亥俄州立大學經濟學碩、博士學位，砥礪淬勉，面壁功深。遄返執鞭母校，闓闡經濟論理解析，陶鎔秀異莘莘學子；復榮膺系主任，肇始國家長聘制度，豐厚師資究研內涵，沾溉滋育，門牆桃李；沉慮遠圖，卓犖前瞻。日常殫思筆耕，合撰《經濟學：理論與實際》一書，允稱本土經濟學教科書之啟蒙經典。曾任臺灣經濟學會副理事長暨雲林縣傳統教育基金會董事長，構築學術精進平臺，推廣品德文化教育，竭誠窮智，舉措多方。公餘投身社會改革，極力針砭時局，張設澄社、臺灣教授協會，潛心人權維護保障，弘宣自由法治要旨，匡持協策，義無旋踵。綜其生平，倡民主以為畢生職志，臨杏壇則存奕世懋績，俊聲儀型，揚芬傳詠。遽聞溘然辭謝，悼惜良殷，應予明令褒揚，用示政府軫懷碩彥之至意。

總　　　統　蔡英文　　　　

行政院院長　蘇貞昌